# Istorija crnogorskoga naroda
Istorija crnogorskoga narod  naslov je trodjelne knjige crnogorskog povjesničara dr. Dragoja Živkovića.
- Istorija crnogorskog naroda, Tom I - Od starog kamenog doba do kraja srednjeg vijeka, 1989.
- Istorija crnogorskog naroda, Tom II - Razdoblje crnogorskog principata/vladikata od početka XVI do sredine XIX vijeka, 1992.
- Istorija crnogorskog naroda, Tom III, 1997. (postumno).

Djelo dr. Živkovića je pokušaj sinteze znanstvenih saznanja o povijesti Crnogoraca.